# Airalo
Airalo je eSIM prodavnica. Putnicima pruža eSIM-ove za 200+ zemalja i regione širom sveta, dajući im odmah pristup Internetu u inostranstvu. Od 31. marta 2024, Airalo aplikacija ima preko 10 miliona korisnika i dostupna je u App Store i Google Play Store prodavnicama na 53 jezika.

## Istorija
Airalo je američki startap koji su 2019. osnovali Abraham Burak i Bahadir Ozdemir. Njihov cilj je da putnicima omoguće pristup pristupačnoj, globalnoj i instant povezanosti putem eSIM tehnologije.
Abraham i Bahadir su preduzetnici, ujedno i digitalni nomadi, koji su iz prve ruke iskusili ograničenja povezanosti dok putuju. eSIM tehnologija je stvorila priliku da se putnicima pruži lakše dostupna alternativa.
U 2019. godini, Airalo je obezbedio 1,9 miliona dolara u početnoj fazi razvoja od Antler i Sekuoia Capital indijskog fonda Surge za početni razvoj. U 2021. obezbeđeno je 5 miliona dolara finansiranja Serije A. U 2023. 60 miliona dolara u rundi finansiranja Serije B. e& Capital, ogranak kompanije e& (poznatiji kao telekomunikacioni operater Etisalat iz UAE), predvodio je krug uz učešće startap 'generatora' Antler Elevate, Liberti Global, Rakuten Capital, Singtel Innov8, Surge (fond u ranoj fazi vođen od strane Peak KSV-a, ranije poznatog kao Sekuoia Capital India i SEA), Orange, T Capital (ogranak preduzeća Deutsche Telecom), KPN Ventures, Telefonica Ventures i I2BF Global Ventures.